# Brother Where You Bound
Brother Where You Bound je osmé studiové album anglické progresivní rockové skupiny Supertramp. Vydalo jej v květnu roku 1985 hudební vydavatelství A&M Records a jde o první nahrávku vydanou po odchodu původního člena Rogera Hodgsona. Album bylo nahráno v letech 1984 až 1985 v Kalifornii. Umístilo se na dvacáté příčce žebříčku UK Albums Chart a o jedno místo hůře v Billboard 200. V roce 2002 vyšlo album v remasterované podobě na CD. Vedle členů kapely se na albu podílelo několik dalších hudebníků, mezi něž patří například David Gilmour ze skupiny Pink Floyd či Scott Gorham z Thin Lizzy.

## Seznam skladeb
Autorem všech skladeb je Rick Davies.
| Pořadí         | Název                   | Délka |
| -------------- | ----------------------- | ----- |
| 1.             | Cannonball              | 7:38  |
| 2.             | Still in Love           | 4:36  |
| 3.             | No Inbetween            | 4:36  |
| 4.             | Better Days             | 6:15  |
| 5.             | Brother Where You Bound | 16:30 |
| 6.             | Ever Open Door          | 3:06  |
| Celková délka: | Celková délka:          | 42:44 |

## Obsazení
Supertramp
- Rick Davies – zpěv, klávesy
- John Helliwell – saxofon
- Dougie Thomson – baskytara
- Bob Siebenberg – bicí

Ostatní hudebníci
- Marty Walsh – kytara
- Doug Wintz – pozoun
- Cha Cha – doprovodné vokály
- David Gilmour – kytara
- Scott Gorham – kytara
- Brian Banks – synclavier
- Anthony Marinelli – synclavier
- Scott Page – flétna
- Gary Chang – programování